# HESA Shafaq
HESA Shafaq hay Shafagh (tiếng Ba Tư: هواپیمای شفق, "Chạng vạng") là một đề án máy bay tàng hình cận âm của Iran.

## Tính năng kỹ chiến thuật (Shafaq)
Dữ liệu lấy từ 
Đặc điểm tổng quát
- Tổ lái: 1 hoặc 2
- Chiều dài: 10,84 m ()
- Sải cánh: 10,45 m ()
- Chiều cao: 4,26 m ()
- Trọng lượng rỗng: 4361 kg ()
- Trọng lượng cất cánh tối đa: 6900 kg ()
- Động cơ: 1 × Klimov RD-33 , 11.230 lbf (50 kN)(5.098 kgf)

 Hiệu suất bay 
- Trần bay: 16.780 m (55.040 ft)
- Vận tốc leo cao: 110 m/s (21.650 ft/phút)

Trang bị vũ khí

- Tên lửa Sattar, Shahbaz, Fatter